# Leonhard Adelt
Leonhard Adelt (ur. 17 lipca 1881 w Boizenburg/Elbe, zm. 21 lutego 1945 w Dippoldiswalde) – niemiecki księgarz, pisarz i dziennikarz.

## Publikacje
- Werden. Novelle. Pierson, Dresden und Leipzig 1898
- Der Dritte: Drama in drei Aufzügen. Bloch, Berlin [1899]
- Die Wand: Tragikomödie. Drei Einakter. 1901
- Der Flieger: Ein Buch aus unsern Tagen. Rütten und Loening, Frankfurt/M. 1913
- Das eiserne Herz. 5. Aufl. 1914
- Der Ozeanflug: Novelle. Reuß und Itta, Konstanz [1915] (Die Zeitbücher 8)
- Der fliegende Mensch. 1914; 1916
- Studie zu sechs Dichtern. Reuß und Itta, Konstanz 1917. (Die Zeitbücher 61) (Inhalt: Hille; Dehmel; Liliencron; Wilhelm von Scholz; Grillparzer; Vollmöller)
- Fürst Zubrow: Drama. Meyer und Jessen, München [1921]
- Katastrophen: Vier Novellen. Spitzbogen, Berlin 1922
- Die Dohle: Komödie in drei Akten. Volksbühnen-Verlag, Berlin 1925
- Falsche Karten, redlich Spiel: Lustspiel frei nach George Farquhar. Kiesel, Salzburg [1926]
- Villa Robinson: Komödie. 1929
- Kathrin bleibt jung: Komödie. 1929
- Mabels Baby: Lustspiel. 1932
- Zeppelin: Der Mann und die Idee. Mit bisher ungedruckten Briefen des Grafen Zeppelin. Metten, Berlin 1938. (Menschen und Meisterwerke 1)
- Sturz in den Sieg: Das Wunder der Ju 88. Unter Mitarbeit von Gertrud Adelt-Stolte. Schmidt und Günther, Leipzig [1943]

## Tłumaczenia
- Rétif de la Bretonne: Der Großvogel: Roman. 1914
- Géza Herczeg: Von Sarajewo bis Lodz. Müller, München 1916
- Charles Dickens: Zwei Städte. Wegweiser-Verlag, Berlin 1920. (Volksverband der Bücherfreunde, Sonderauswahlangebot 1)
- Charles Dickens: David Copperfield: Roman. Insel, Leipzig [1920]
- Charles Dickens: Weihnachtsgeschichten. Wegweiser-Verlag, Berlin 1921. (Volksverband der Bücherfreunde, Auswahlangebot 2);
- Charles Dickens: Die Pickwicker: Aus den hinterlassenen Papieren des Pickwick-Clubs. Bd. 1. Wegweiser-Verlag, Berlin 1922. (Volksverband der Bücherfreunde, Sonderreihe 7, 2)
- James Fenimore Cooper: Lederstrumpf. Übersetzt und bearbeitet. Volksverband der Bücherfreunde. Wegweiser-Verlag, Berlin [1928]. Illustrationen von Max Slevogt.
- James Fenimore Cooper: Lederstrumpf. Fünf Erzählungen. Günther, Leipzig [1935]. (Märchen- und Sagenschatz für die Jugend 8)
- Daniel Defoe: Robinson Crusoes Fahrten und Abenteuer. Vollst. Ausg. Übers. und bearb. Schmidt und Günther, Leipzig [1936]. (Märchen- und Sagenschatz für die Jugend 9)